# Medway River (River Leven)
Der Medway River ist ein Fluss im Nordwesten des australischen Bundesstaates Tasmanien.

## Geografie
Der 19 Kilometer lange Medway River entspringt auf den First-of-May-Plains, rund elf Kilometer nördlich des Lake Mackintosh. Von dort fließt er nach Nord-Nordosten und mündet etwa neun Kilometer östlich der Talbots Lagoon in den River Leven.